# Заболоття (Смолевицький район, Курганська сільська рада)
Заболоття (біл. вёска Забалоцьце) — село в складі Смолевицького району Мінської області, Білорусь. Село підпорядковане Курганській сільській раді, розташоване в центральній частині області. Недалеко від села протікає річка Макон.